# Vetenskapsåret 1812

## Händelser
- 7 februari - Jordbävning i New Madrid, Missouri, med en uppskattad magnitud på över 8.
- 11 februari - Elbridge Gerry, guvernör i Massachusetts introducerar valkretsindelningen gerrymander.
- 12 februari - Napoleon I inför metersystemet.
- 27 februari - Lord Byron tar säte i brittiska Överhuset och håller ett försvarstal för ludditernas våld mot industrialiseringen i hans hemlän Nottinghamshire.
- 15 mars - Ludditer angriper en yllefabrik i West Yorkshire.
- 26 mars - En jordbävning ödelägger Caracas, Venezuela.
- 25 maj - En gruvexplosion i Felling nära Jarrow, England lämnar 96 dödsoffer.
- 19 augusti - 1812 års krig: USS Constitution besegrar en brittisk fregatt. Kanonkulorna sägs ha studsat mot armeringen, vilket ger fartyget smeknamnet "Old Ironsides".
- Jean-Baptiste Joseph Fourier ger ut Théorie analytique de la chaleur.
- Europas första gasverk byggs i London.
- Kaffe förbjuds i Sverige.
- Kolera härjar i Jessore, Indien.

### Medicin
- Januari - New England Journal of Medicine grundas i Boston av Dr. John Collins Warren.[1]
- Okänt datum - Benjamin Rush publicerar Medical Inquiries and Observations upon the Diseases of the Mind i Philadelphia, den första läroboken i psykiatri utgiven i USA.[2]

## Pristagare
- Copleymedaljen: ej utdelad

## Födda
- 9 juni - Johann Gottfried Galle (död 1910), tysk astronom.

## Avlidna
- 22 juni – Richard Kirwan, irländsk kemist och geolog.
- 10 juli – Carl Ludwig Willdenow, tysk botaniker.

### Fotnoter
1. ↑  Campion, E. et al. (27 februari 2010). ”The Journal from 1812 to 1989”. The New England Journal of Medicine "363":  ss. 1175–1176.
2. ↑  Mall:The Timetables of Science